# Inter TV
Inter TV è un canale televisivo tematico a pagamento di proprietà della società calcistica italiana Football Club Internazionale Milano. Noto precedentemente come Inter Channel, dal 28 settembre 2017 ha assunto l'attuale nome.
In passato diretta da Roberto Scarpini, l'emittente è ora guidata da Roberto Monzani.
È il secondo canale tematico italiano interamente dedicato ad una squadra di calcio dopo Milan TV.

## Descrizione
Inter Channel nasce il 20 settembre 2000, come Option della piattaforma TELE+ Digitale: per vedere il canale, infatti, era necessario pagare un importo aggiuntivo sul prezzo dell'abbonamento alla pay TV.
Il 31 luglio 2003, in concomitanza della fusione tra TELE+ Digitale e Stream TV, il canale diventa disponibile al numero 232 di Sky Italia, sempre come Option.
Il canale trasmette le interviste esclusive agli allenatori e ai giocatori dell'Inter, nonché le repliche di tutte le partite giocate della squadra — Serie A, Coppa Italia ed eventuali competizioni europee — con collegamenti dagli stadi in diretta, pre e post gara. A ciò si aggiungono le dirette degli allenamenti, le conferenze stampa in versione integrale, notiziari giornalieri, una panoramica sul settore giovanile nerazzurro, e vari programmi di approfondimento sulle diverse tematiche riguardanti il club: tra questi ultimi, non mancano spazi dedicati alla tifoseria interista, o al ricordo e all'analisi degli anni passati della squadra.
In occasione della creazione della struttura Inter Media House e del rebrand dei contenuti multimediali del club, il 28 settembre 2017 Inter Channel diventa Inter TV e inizia a trasmettere in alta definizione, chiudendo definitivamente la versione a definizione standard.
Dal 14 settembre 2019 il canale è disponibile sulla piattaforma DAZN.

## Loghi

20 settembre 2000 - 2007
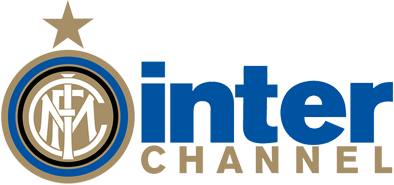
2007 - 7 luglio 2014
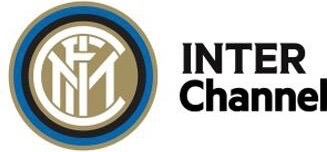
7 luglio 2014 - 28 settembre 2017
28 settembre 2017 - 30 marzo 2021
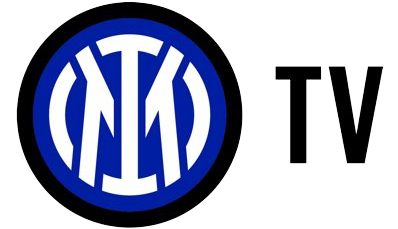
In uso dal 30 marzo 2021